# جایزه ساتر در ریاضیات
جایزه روث لیتل ساتر در ریاضیات جایزه‌ای در ریاضیات است که از سوی انجمن ریاضی آمریکا در سال ۱۹۹۰ بنیاد گذاشته شد. این جایزه برای تشویق زنان در کار روی علم به وجود آمد. این جایزه به عنوان هدیه‌ای از سوی جوآن برمن ریاضی‌دان برای خواهرش بانو روث لیتل ساتر بنیاد نهاده شد.

## دریافت کنندگان جایزه ساتر
| سال  | تصویر                | نام دریافت‌کننده      | به دلیل |
| ---- | -------------------- | -------------------- | --- |
| ۱۹۹۱ | Dusa McDuff          | دوسا مک داف          | کار برجسته در زمینه هندسه سیمپلکتیک                                                                                |
| ۱۹۹۳ | Lai-Sang Young       | لای سنگ یانگ         | تحقیق آماری یا ارگادیسیتی ویژگی‌های سامانه پویا                                                                     |
| ۱۹۹۵ | Sun-Yung Alice Chang | سان یونگ آلیس چانگ   | برای کار عمیق او در زمینه معادله دیفرانسیل با مشتقات پاره‌ای بر روی خمینه ریمانی، هندسه طیفی، هندسه همدیس و سه گونا |
| ۱۹۹۷ | Ingrid Daubechies    | اینگرید دوبیشی       | کار عمیق روی تحلیل موجک و نشان دادن کاربردهای آن                                                                   |
| ۱۹۹۹ |                      | برنادت پرین ریو      | کار تحقیق نظری وی روی عدد پی آدیک، تابع ال و نظریه ایواساوا                                                        |
| ۲۰۰۱ |                      | کارن اسمیت           | کار برجسته در زمینه جبر جابجایی                                                                                    |
| ۲۰۰۱ | Sijue Wu             | سیجو وو              | کار روی معادلات آب                                                                                                 |
| ۲۰۰۳ | Abigail Thompson     | ابیگل تامپسون        | توپولوژی ابعاد کم                                                                                                  |
| ۲۰۰۵ |                      | سوتلانا جیتومیرسکایا | کارهای عمده ریاضی روی سامانه پویا                                                                                  |
| ۲۰۰۷ | Claire Voisin        | کلر ویسین            | کار در زمینه هندسه جبری                                                                                            |
| ۲۰۰۹ | Laure Saint-Raymond  | لور سنت ریموند       | به دلیل کار برجسته در زمینه حدود هیدرودینامیکی، معادله بولتسمان در نظریه جنبشی گازها                               |
| ۲۰۱۱ |                      | امی ویلکینسن         | کار برجسته او در زمینه سامانه‌های هذلولی پویا و بخشا نظریه ارگادیسیتی                                               |
| ۲۰۱۳ | Maryam Mirzakhani    | مریم میرزاخانی       | به دلیل کار عمیق او در زمینه ماژول فضایی روی سطوح ریمانی                                                           |
| ۲۰۱۵ | Hee Oh               | هی او                | کار عمده او در سامانه پویا، فضای همگن، گروه گسسته، گروه لی و کاربردهای آن در نظریه اعداد                           |
| ۲۰۱۷ |                      | لورا دمارکو          | نظریه پتانسیل، دینامیک پیچیده، حساب دینامیک                                                                        |